# لاندكروزر ب. 1500 مونستر

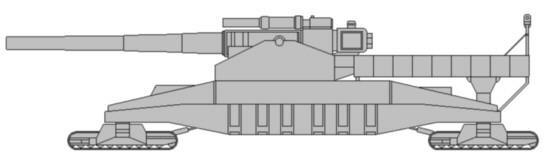

دبابة لاندكروزر ب.)لاند كرويتسر (1500 مونستر (Landkreuzer P. 1500 Monster) هي أكبر دبابة في التاريخ.
في عام 1942 ادولف هتلر وافق على تنفيذ مشروع بنيت نسخه واحده من هذا التايتان هذا المدفع هذه الدبابة المهوله. التاريخ سوف يحكي عن هذه الدبابة كمثال لجنون العلماء النازيين. دبابه 15 مره أكبر من أي دبابه على الإطلاق تحمل مدفع عيار 800 ملم يطلق قذائف تزن 7 اطنان لمسافة 37 كيلومتر.

## التصميم
الوزن: 1500 طن
الطول: 43 متر
الطاقم: 100 شخص
المدفع: 800 ملم